# Nefererkare II
Nefererkare II fou un faraó de la dinastia VIII de l'antic Egipte. El seu nom era una lloança a l'ànima del deu solar Ra. El seu nom apareix també s'ha transcrit com Neferirkare II. Apareix únicament al Papir de Torí i només se'n sap el nom.